# Värperör

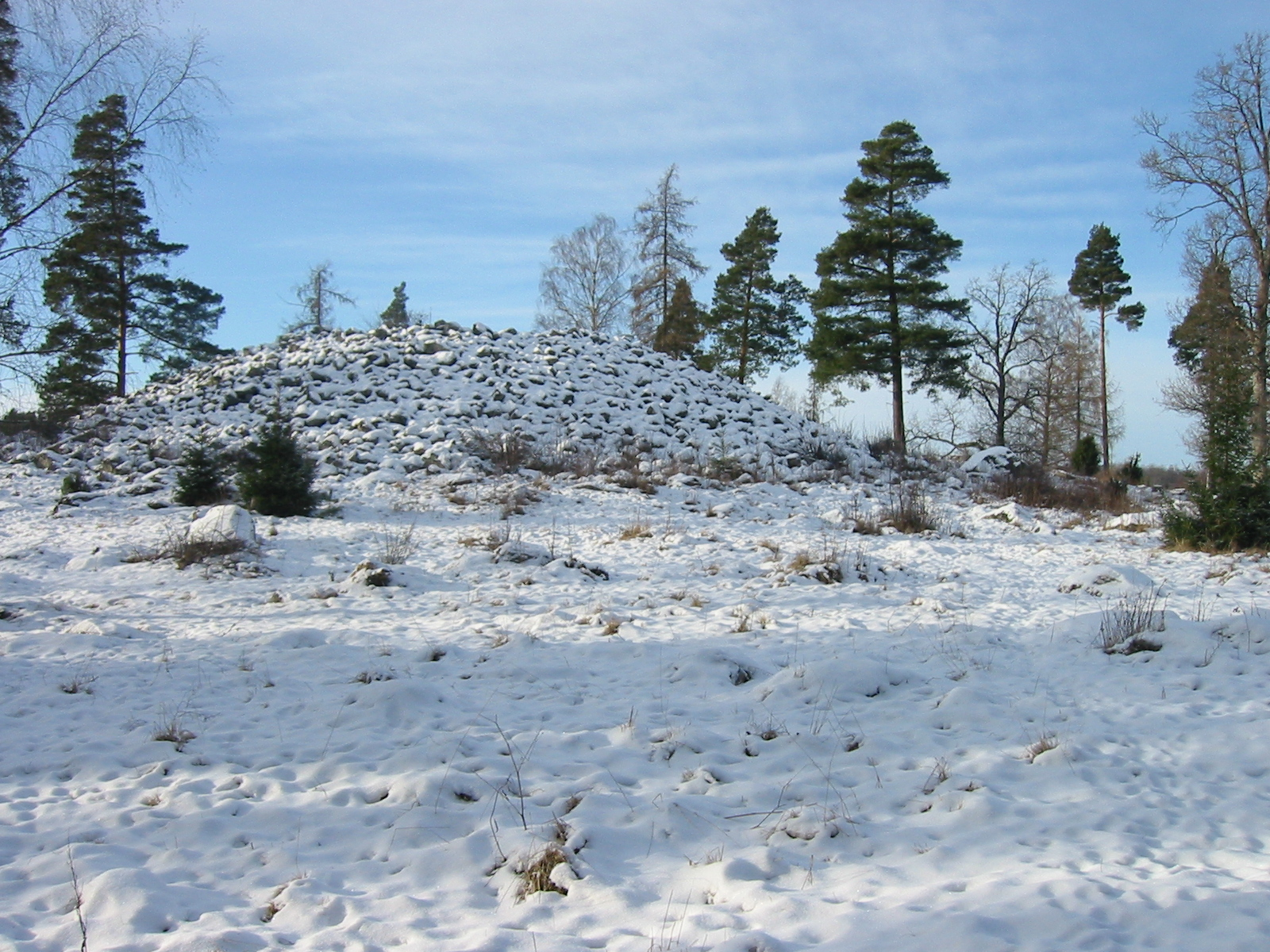
Gravröset från öster

Värperör är ett bronsåldersröse på ett gravfält i Kolbäcks socken i Hallstahammars kommun. Det ligger på krönet till en åsrygg 150 meter söder om gården Värpeby. 
Det är Västmanlands största gravröse och uppfört i kraftigt stenmaterial och med en stor mittgrop. Röset är fem meter högt och 35 meter brett. Här fuskade Alexander Seton som arkeolog på 1820-talet genom att spränga sig ned till gravens inre med hjälp av krut. Knappt 100 meter öster om röset finns ett gravfält med tjugo stensättningar.